# Коровкин, Митрофан Андреевич
Коровкин Митрофан Андреевич (24 июля 1894 — 3 июня 1931) — военный лётчик, лётчик-испытатель, участник Первой мировой и Гражданской войны, начальник Днепровского гидроотряда, старший инженер и лётчик-испытатель НИИ ВВС, кавалер ордена Красного Знамени.

## Биография
Родился 5 августа (24 июля по старому стилю) 1894 года в Воронежской губернии, Коротоякском уезде (ныне — Лискинский район) селе Почепское в крестьянской семье. Окончил в 1915 году реальное училище, год работал сельским учителем. В 1916 году поступил в Петроградский политехнический институт. В ноябре того же года призван в армию. Как имеющий среднее образование и студент технического вуза по личному прошению направлен на теоретические курсы авиации в свою Альма-матер. После успешного окончания курсов обучался полётам в Бакинской Офицерской школе морской авиации (БОШМА). Получил звание морского лётчика. До 1918 года служил лётчиком-инструктором БОШМА.
В сентябре 1919 года добровольно поступил на службу в РККА. До марта 1920 года воевал на Северном фронте в должности морского лётчика в Морском воздушном дивизионе особого назначения. Принимал участие в боях против армии Юденича. С марта по июль 1920 года в 1-м морском воздушном дивизионе Балтийского флота, являлся начальником отряда морской авиации. Переведен на Черноморский флот в Туркестанский гидроотряд. Летал на гидроплане М-9. Особо отличился в боевых действиях против Врангеля, удостоен ордена Красного Знамени (31.12.1921 г.) — высшей на тот период награды страны. С сентября 1920 по февраль 1921 года М. А. Коровкин на Южном фронте — начальник Днепровского гидроотряда. До 1922 года служил в авиации Черноморского флота. С июня 1922 года находился в запасе. Через год (август 1923 г.) вновь призван в ВВС РККА, учился в Московской высшей авиашколе. Окончил её в 1924 году. Служил в авиации Военно-Морского Флота.
В 1927 году был принят в Военно-воздушную академию имени профессора Н. Е. Жуковского на инженерный факультет, причём стразу на 4-й курс. Через год М. Коровкин Академию успешно окончил и приступил к работе в НИИ ВВС старшим инженером. Организовал и возглавил отдел испытаний морских самолётов. Как лётчик-испытатель принимал новую авиационную технику. Поднял в воздух первый советский самолёт-амфибию Ш-1 (20 — 28 октября 1929 года).
31 декабря 1930 года Советский Союз подписал с Италией договор о приобретении 50-ти гидросамолётов «Савойя S-62 бис» (известный у нас как МБР-4). Для приёмки этих самолётов в апреле 1931 года в Италию прибыла советская комиссия, в составе которой находился М. А. Коровкин. Он обратил внимание, что итальянцы не проводили испытаний на выход «Савойи» из штопора, Итальянцы от подобных испытаний отказались, мотивируя это тем. что данный самолёт не истребитель, и такая ситуация в реальной жизни произойти не может. Тогда советский инженер и лётчик-испытатель Митрофан Андреевич Коровкин предложил провести такой манёвр самостоятельно. 3 июня 1931 года он поднялся на «Савойе» в воздух, искусственно сорвался в штопор, из которого аппарат не вышел (в конструкции был скрытый производственный дефект). Пилот погиб. Урна с прахом М. А. Коровкина перевезена на Родину.
Приказом РВС СССР № 119 от 25 июля 1931 года за подписью Тухачевского Отдельный авиационный отряд по испытанию морских самолётов НИИ ВВС РККА переименовывается в «Отдельный авиационный отряд по испытанию морских самолётов инженера-лётчика Коровкина».
Кроме того, один из самолётов «Савойя S-62 бис» получил имя «Митрофан Коровкин». Впервые самолёт был назван именем морского лётчика.

## Награды
- Орден Красного Знамени (31.12.1921 г.)